# Ước nguyện thần long
Ước nguyện thần long (tên gốc tiếng Anh: Wish Dragon) là phim điện ảnh hoạt hình máy tính hài giả tưởng năm 2021 do Chris Appelhans viết kịch bản kiêm đạo diễn, với các hãng Columbia Pictures, Sony Pictures Animation, Beijing Sparkle Roll Media Corporation, Tencent Pictures, Base FX, Flagship Entertainment Group, Boss Collaboration và Cultural Investment Holdings chịu trách nhiệm sản xuất. Phim có sự tham gia lồng tiếng của Jimmy Wong, John Cho, Constance Wu, Natasha Liu Bordizzo, Jimmy O. Yang, Aaron Yoo, Will Yun Lee và Ronny Chieng. Thành Long đóng vai trò nhà sản xuất của phim cũng như đảm nhiệm phần lồng tiếng cho nhân vật rồng Long ở phiên bản tiếng Quan Thoại phát hành tại thị trường Trung Quốc. Bộ phim được lồng tiếng với hai bản phát hành tiếng Trung và tiếng Anh.
Ước nguyện thần long được phát hành rạp tại Trung Quốc vào ngày 15 tháng 1 năm 2021 và trên Netflix cho thị trường quốc tế vào ngày 11 tháng 6 năm 2021.

## Nội dung
Din là một sinh viên đại học thuộc tầng lớp lao động ở Thượng Hải, với ước mơ được đoàn tụ với người bạn thời thơ ấu Li Na – người đã chuyển khỏi khu phố họ từng sống cùng với cha cô là ông Wang từ 10 năm trước, và hiện đang sống một cuộc sống xa hoa. Một ngày nọ, Din được một ông lão đưa cho một ấm trà, khi cậu xoa ấm thì từ trong ấm hiện ra Long, một chú rồng ước. Long nói với Din rằng hắn sẽ ban ba điều ước cho chủ nhân của mình, tức là bất kỳ ai cầm ấm trà. Din là chủ nhân thứ mười và cũng là chủ nhân cuối cùng của Long, đồng thời là người sẽ giải thoát Long khỏi hàng nghìn năm nô lệ để bước vào Linh giới. Sau đó, Din bị truy đuổi bởi một bộ ba dẫn đầu bởi Pockets, vốn là những kẻ được ông Wang cử đến để cướp lấy ấm trà với hy vọng cứu vãn công việc kinh doanh đang trên đà thất bại. Din vô tình sử dụng điều ước đầu tiên của mình để chiến đấu với lũ côn đồ và trốn thoát.
Ngày hôm sau, Din và Long đến bữa tiệc sinh nhật của Li Na. Din thực hiện điều ước thứ hai của mình – tạm thời xuất hiện với tư cách là một nhà tư sản giàu có trong một ngày, hy vọng Li Na sẽ chú ý đến cậu và nối lại tình bạn xưa. Li Na thất vọng khi biết cha cô sẽ không tham dự bữa tiệc sinh nhật của mình. Din, cố gắng cải trang thành "Dan", an ủi cô và họ được ông Wang đề nghị dùng bữa cùng nhau qua một cuộc gọi video. Long cảnh báo Din rằng Li Na sẽ rời bỏ cậu ngay khi cô phát hiện ra danh tính thật của cậu vì những khác biệt về tầng lớp kinh tế. Trong buổi hẹn hò, Din xin lời khuyên của Long về cách ứng xử phù hợp vai trò Dan, nhưng cuối cùng lại khiến Li Na thất vọng. Cả hai cùng đến khu phố của Din sau khi bị lũ côn đồ truy đuổi. Din tiết lộ bản thân với Li Na, và họ dành thời gian còn lại trong ngày trong khu phố để hồi tưởng lại những trò chơi thời thơ ấu. Tuy nhiên sau cùng, Li Na đã rút lui và nói rằng cô ấy có những trách nhiệm và kỳ vọng cần phải đáp ứng – điều này làm tổn thương cảm xúc của Din.
Sau đêm đó, Din yêu cầu Long biến cậu trở nên giàu có để có được sự tôn trọng từ Li Na. Long tiết lộ với Din rằng hồi còn sống, hắn là một lãnh chúa giàu có và quyền lực, nhưng triều đại của hắn kết thúc trong sự cô đơn và bi kịch và bị các vị thần trừng phạt vì sự ích kỷ của mình bằng cách biến hắn trở thành một con rồng ước cho đến khi hắn có thể tìm ra được ý nghĩa của cuộc sống, điều mà hắn đã không tìm thấy ở tất cả chín chủ nhân trước đây. Sau khi theo dõi Din, Pockets phản bội ông Wang bằng cách cướp lấy ấm trà cho chính mình và yêu cầu rồng ước biến mọi thứ hắn chạm vào thành vàng. Hắn thả ông Wang từ một giàn giáo lớn, đánh trọng thương ông trước mặt Li Na. Din đuổi theo những lũ côn đồ và cuối cùng kết thúc cuộc chiến với Pockets trên lưng Long. Pockets dồn ép Din nhưng Long đã cản đường, khiến Long và Pockets cùng biến thành tượng vàng. Din không thể ngăn bức tượng của Long rơi và chìm xuống đáy sông, trong khi Pockets vỡ tan thành từng mảnh trên mặt đất.
Long sau đó thấy mình đang đứng ở trước lối vào Linh giới. Mặc dù bị cám dỗ đi qua cánh cổng, hắn vẫn cầu xin thần giữ cổng cho mình quay trở lại với Din vì cậu chưa hề sử dụng điều ước thứ ba của mình. Người giữ cổng đồng ý nhưng với một điều kiện riêng. Khi Long trở lại với Din, Din sử dụng điều ước cuối cùng của mình để chữa lành cho ông Wang, và rồi Long biến mất. Một thời gian sau, ông Wang mở một nhà hàng với mẹ của Din đảm nhiệm vai trò đầu bếp, cùng với sự giúp sức của cả Din và Li Na. Din tìm thấy một ấm trà giống như cái mà Long từng ở và thả hắn ra. Long nói với Din điều kiện duy nhất để anh trở lại Trái Đất là ở lại và phục vụ thêm mười chủ nhân nữa. Sau khi chào tạm biệt Long, Din đặt ấm trà lên chiếc xe ngựa do một ông lão lái qua đường, mà không hề biết ông lão ấy chính là là người bảo vệ cánh cổng vào Linh giới.

## Lồng tiếng
- Jimmy Wong vai Din Song, một sinh viên đại học thuộc tầng lớp lao động có ước mơ đoàn tụ với người bạn thời thơ ấu Li Na. Ian Chen lồng tiếng cho Din lúc nhỏ
- John Cho vai Long, một con rồng ma mãnh nhưng toàn năng có khả năng ban điều ước.
- Constance Wu vai Bà Song, người mẹ nghiêm khắc của Din.
- Natasha Liu Bordizzo vai Li Na Wang, bạn thời thơ ấu của Din, người đã cùng cha chuyển khỏi khu phố nơi cô sống từ nhiều năm trước và hiện đang sống một cuộc sống xa hoa. Alyssa Abiera lồng tiếng cho Li Na lúc nhỏ
- Jimmy O. Yang vai Goon lùn, một trong những tay chân của Pockets; và một nhân viên bảo vệ.
- Aaron Yoo vai Pockets, một tay sai được Wang thuê để cướp lấy ấm trà mà Din có.
- Will Yun Lee vai ông Wang, người cha luôn vắng mặt nhưng chu đáo của Li Na, đang có công việc kinh doanh gặp thất bại.
- Ronny Chieng vai Thần Pipa, người bảo vệ cánh cổng vào Linh giới.

Nico Santos và Bobby Lee lần lượt lồng tiếng cho Buckley – trợ lý của ông Wang – và Diao – một trong những tay chân của Pockets. Đạo diễn Chris Appelhans cũng tham gia lồng tiếng cho một người bồi bàn và một thương nhân Nomani. Ngưu Tuấn Phong và Thành Long lần lượt lồng tiếng cho Din và Long trong bản lồng tiếng Quan thoại của phim.

## Sản xuất
Ước nguyện thần long là bộ phim đầu tiên của Sony Pictures Animation được sản xuất bởi Base Animation – một xưởng hoạt hình mới thuộc công ty VFX Base FX – và cũng là bộ phim đầu tiên có hiệu ứng hình ảnh và hoạt hình do Industrial Light & Magic đảm nhiệm. Mục tiêu của bộ phim và hãng phim Base Animation là "làm một bộ phim hoạt hình đẳng cấp thế giới ở Trung Quốc, cho Trung Quốc... và thế giới". Đạo diễn Chris Appelhans "muốn bộ phim được sản xuất tại Trung Quốc, với đội ngũ sáng tạo mạnh mẽ của Trung Quốc Đại lục, dàn diễn viên tài năng quốc tế và tập trung vào những hy vọng và ước mơ của Trung Quốc đương đại." Bộ phim là phim điện ảnh đầu tay của đạo diễn Appelhans. Phim sử dụng ba bài hát: "Endless Sky" do Weilim Lin, Kenton Chen và Katherine Ho trình bày; "Free Smiles" do Tia Ray trình bày; và "Bu Liao Qing" do Koo Mei trình bày ở phần nhạc phim.

## Phát hành
Ban đầu Ước nguyện thần long dự kiến phát hành vào ngày 26 tháng 7 năm 2019, nhưng tại Liên hoan phim hoạt hình quốc tế Annecy, các nguồn tin đã xác nhận rằng tác phẩm đã bị lùi lại đến năm 2020. Vào tháng 10, nhà sáng tạo của Kipo và Kỷ Nguyên Kỳ Thú và cũng là người phụ trách phần cốt truyện của bộ phim – Radford Sechrist – đã xác nhận rằng Ước nguyện thần long sẽ được phát hành vào năm 2021. Phim được khởi chiếu tại Trung Quốc vào ngày 15 tháng 1 năm 2021 và được phát hành trên Netflix vào ngày 11 tháng 6 năm 2021.

## Đón nhận
Trên hệ thống tổng hợp kết quả đánh giá Rotten Tomatoes, phim nhận được 65% lượng đồng thuận dựa theo 23 bài đánh giá, với điểm trung bình là 6,2/10. Các chuyên gia của trang web nhất trí rằng, "Mặc dù những trò đùa cho lứa tuổi thiếu niên của tác phẩm có thể thử thách tính kiên nhẫn của một số người xem, nhưng Nguyện ước rồng thiêng là một bộ phim kỳ quặc và đầy màu sắc sẽ sưởi ấm con tim của các khán giả." Trên trang Metacritic, phần phim đạt số điểm 60/100 dựa trên các bài đánh giá từ 5 nhà phê bình, cho thấy các ý kiến trái chiều về tác phẩm.